# Савайнйоки
Савайнйоки (устар. Саван-йоки) — река в России, протекает по Сортавальскому району Карелии.

## Общие сведения
Исток — в болоте, недалеко от истока Сахийоки, восточнее озера Пюхяярви. Течёт на юго-восток, принимает два правых притока — Пеккаполвеною и Антою (из озера Антлампи), пересекает железную дорогу Выборг — Хийтола — Сортавала. Впадает в Ладожское озеро. Длина реки составляет 42 км, площадь водосборного бассейна 165 км².
Перед устьем на левом берегу — посёлок Хаапалампи, в котором река пересекает дорогу Санкт-Петербург — Сортавала.

## Данные водного реестра
По данным государственного водного реестра России относится к Балтийскому бассейновому округу, водохозяйственный участок реки — Водные объекты бассейна оз. Ладожское без рр. Волхов, Свирь и Сясь, речной подбассейн реки — Нева и реки бассейна Ладожского озера (без подбассейна Свирь и Волхов, российская часть бассейнов). Относится к речному бассейну реки Нева (включая бассейны рек Онежского и Ладожского озера).

## Фотографии
|  |  |

Код объекта в государственном водном реестре — 01040300212102000010795.